# Invincible VS
Invincible VS es un próximo videojuego de lucha desarrollado por Quarter Up y publicado por Skybound Games. Está basado en la adaptación animada de Amazon Prime Video de la serie Invincible de Image Comics, con el reparto vocal repitiendo sus papeles. El juego se lanzará en 2026 para Windows, PlayStation 5 y Xbox Series X/S.

## Jugabilidad
Invincible VS es un juego de lucha basado en equipos de tres personajes, entre los cuales los jugadores pueden cambiar de personaje durante la batalla. Los jugadores podrán realizar un "relevo activo", cambiando de personaje en medio de un combo para continuar atacando. Los jugadores también pueden realizar un "contrarrelevo", que les permite escapar de un combo durante un relevo activo si se realiza correctamente. El juego incluye un modo historia cinemático, junto con los modos arcade y de entrenamiento. El juego admitirá local y multijugador en línea con rollback netcode.

### Personajes
Se han anunciado siete personajes jugables y se espera que se anuncien más personajes antes del lanzamiento.
- Atom Eve[4]
- Battle Beast
- Bulletproof[4]
- Invincible[4]
- Lucan[4]
- Omni-Man[4]
- Rex Splode[4]
- Thula[4]

## Desarrollo y lanzamiento
Invincible VS es el primer juego desarrollado por Quarter Up, un estudio fundado por varios miembros del equipo de desarrollo detrás de Killer Instinct (2013). Quarter Up es el primer estudio de desarrollo interno bajo la editorial Skybound Games. Los miembros del elenco de voces de la serie animada repiten sus roles para el juego, incluidos Steven Yeun como Invincible y J.K. Simmons como Omni-Man.
El juego fue anunciado el 8 de junio de 2025 durante la transmisión en vivo de Xbox Summer Showcase. Actualmente está programado para su lanzamiento en 2026 en Windows, PlayStation 5 y Xbox Series X/S.